# Департамент странных жалоб
Департамент странных жалоб (The Department of Queer Complaints) — сборник детективных рассказов американского писателя Джона Диксона Карра. Впервые издан нью-йоркским издательством Harper&Brothers в 1954 году. Сборник включает в себя рассказы как о докторе Фелле, так и о Генри Мерривейле — двух любимых сыщиках автора.

## Содержание
- Третья пуля (The Third Bullet, изначально под псевдонимом Картер Диксон, в сокращении). Внесерийная повесть.
- Улика — рыжий парик (The Clue of the Red Wig). Единственный рассказ автора с частным детективом — женщиной.
- Дом в Гоблинском лесу (The House in Goblin Wood). Рассказ из цикла о приключениях сэра Генри Мерривейла.
- Неверная проблема (The Wrong Problem). Доктор Фелл.
- Убийство по пословице (The Proverbial Murder). Доктор Фелл.
- Запертая комната (The Locked Room). Доктор Фелл.
- Письмо из Нью-Йорка (The Gentleman from Paris). Исторический детектив с участием реальных исторических лиц на фоне Америки середины 19 века.

## Первые издания рассказов
- Третья пуля: Hodder & Stoughton, Лондон, 1937. В рамках серии изданий в мягкой обложке произведений различных детективных авторов, отдельной книгой[1]. Данная сокращённая версия впервые представлена в EQMM; она короче полной, переизданной лишь в 1991 году в антологии Fell and foul play, почти на 20 %.
- Улика — рыжий парик: Strand Magazine, декабрь 1940; позднее в EQMM за декабрь 1948.
- Дом в Гоблинском лесу: В Strand и EQMM одновременно, в декабре 1947.
- Неверная проблема: The (London) Evening Standard (14 августа 1936); EQMM, июль 1942.
- Убийство по пословице: EQMM, июль 1943, под заголовком «The Proverbial Murderer»; The Saint Detective Magazine, май 1959
- Запертая комната: The Strand, июль 1940; EQMM, ноябрь 1943.
- Письмо из Нью-Йорка: EQMM, апрель 1950.

## Переводы на русский язык
Попыток сделать полный перевод сборника на русский язык на данный момент не предпринималось. Тем не менее, отдельные рассказы доступны для прочтения:
- «Третья пуля» напечатана в одноимённом, 31-м по счёту томе Собрания сочинений «Джон Диксон Карр. Классика детектива»: М.: Центрполиграф, 2009, с.265-351, переводчик В. В. Тирдатов.
- Письмо из Нью-Йорка" представлено в трёх различных переводах и четырёх изданиях:
  - 1962 — ж. «Искатель» № 2, с.99-119, А. Абрамов.
  - 1977 — ж. «Наука и жизнь» № 6-7, Г. Дмитриев (Письмо из Нью-Йорка).
  - 1992 — сб. «Из копилки детектива» М.: Инициатор (Антология мирового детектива в 6 тт), т.4(б), с.77-100, А. Абрамов.
  - 1993 — авт.сб. «Джон Диксон Карр» Киев: Свенас (ДФП), с.403-431, Г. Чемеринский.

Есть также сведения о существовании русского перевода «Рыжего парика».